# Формула 1
Формула 1 (енгл. Formula One) најбржа је и једна од најатрактивнија трка моторних возила. Темељи се заснивају на серијама трка које се одржавају на посебним стазама (тзв. пистама) или на затвореним градским улицама. Резултати се објављују у две категорије и одређује се две врсте победника:
- најбољи возач Формуле 1 и
- најбољи конструктор возила Формуле 1.

Такмичење је основано 1950. и одиграва се под покровитељством Међународне аутомобилске федерације — ФИА (фр. Fédération Internationale de l'Automobile). Током трка возила се крећу брзинама и већим од 320 km/h, а њихове перформансе зависе од више чинилаца. Традиционално је Европа центар трка Формуле 1. Ту су седишта свих тимова, а око половине трка се вози на европском континенту.
Телевизијски преноси трка се масовно гледају у преко 200 земаља. Формула 1 је један од најскупљих спортова и улагања спонзора су огромна, а та улагања се преносе на велике буџете тимова.

## Историја
Прво такмичење Формуле 1 одржано је 1950. године. Првенство Формуле 1 је први освојио Италијан Ђузепе Фарина у својој Алфи, „за длаку“ победивши свог аргентинског тимског колегу Хуана Мануела Фанђа. Фанђо је ипак освојио титулу 1951, и још четири у наредних шест година. Титулу му је преузео двоструки светски шампион Алберто Аскари, возач Ферарија. Иако је увек био близу титуле, Британац Стерлинг Мос никад није освојио титулу најбољег возача. Фанђо је остао познат по томе што је доминирао Формулом 1 читаву деценију.
Први Британац који је освојио Светско првенство је био Мајк Хоторн, доневши Ферарију титулу 1958. Међутим доласком Колина Чапмана у Ф1 као дизајнера шасија и касније оснивача Лотусових аутомобила, возачи и тимови из Велике Британије постали су доминантни формулом 1 кроз целу деценију. Поред Џима Кларка, Џекија Стјуарта, Џека Брабама, Грејама Хила и Денија Хјума, британски тимови и њихови возачи су освојили 12 шампионата од 1962. до 1973.
Године 1962. уведено је ново возило са алуминијском шасијом названом монокок уместо традиционалне тубуларне шасије. Године 1968. Лотус је ставио рекламна слова Империјал тобака на возило и тако увео спонзорство у тај спорт.
Аеродинамика је полако добила важност у дизајнирању возила са појавом аерофоила у касним 1960. Касних седамдесетих Лотус је увео земљани ефект аеродинамике који је болидима повећао брзину на кривинама.
Стварање Међународне федерације спортских аутомобила 1979. је узроковало низ неспоразума између ФИСЕ и ФОЦЕ у којима су се ФИСА и њен председник Жан Мариј Балестре непрестано сукобљавала са друштвом конструктора Формуле 1 око телевизијских зарада и техничких правила.
ФИА је ставила забрану на земљани ефект аеродинамике у сезони Формуле 1 1983. До тада су већ турбонабијени мотори, које је Рено увео 1977, производили 700 кс (520 kW) и тако постали неизоставни део такмичења. Касније, тачније 1987, турбо болиди Формуле 1 су производили 1000 ks у трци. Ти аутомобили су били и остали најснажнији тркаћи аутомобили икад направљени. Да би смањила енергију мотора и брзину, ФИА је ограничила капацитет резервоара горива 1984. и смањила брзине болида 1988. пре забране мотора са турбо пуњењем 1989.
У раним деведесетим екипе су увеле помоћног електронског возача за управљање снагом мотора, контролу против проклизавања и полуаутоматски мењач. Неке су посуђене од савремених моторних возила. Неке као активни овес је првенствено направљен за стазу а касније су се пробиле на тржиште личних аутомобила. ФИА је због притужби да је технологија одређивала резултат трка више него возачева вештина забранила 1994. много таквих помоћних средстава. Ипак многи посматрачи су сматрали да је забрана таквих помоћи возачима заправо била забрана зато што ФИА није имала неку технологију која би елиминисала такве ствари у трци.
Тимови су потписали други договор о слагању (Договор Конкорд), 1992. и трећи 1997. који истиче крајем 2007.
На стази екипе Макларен и Вилијамс су доминирале 80-их и 90-их. Хонда и Макларен су највише доминирали за време осамдесетих док је Рено појачан за Вилијамсовим возачима добио неколико првенстава средином 90-их. Ривалство између тркачких легенди Аиртона Сене и Алена Проста је постало у право спортско ривалство у сезони 1988. и наставила се све док се Прост није повукао крајем 1993. Трагична погибија Сене 1994. у кривини Тамбурело на Великој награди Сан Марина је условила побољшање сигурносних стандарда у Формули 1. Од тог викенда ниједан возач није погинуо за време трке.
Због технолошких напредака у 90-им цена такмичења у Формули 1 је драматично порасла. То је повећало финансијски терет, што је резултовало да нискобуџетне екипе нису финансијски могле опстати у Формули 1. Од 1990. 28 тимова се повукло из Формуле 1 што је подстакло бившег власника Џордан Ф1 тима Едија Џордана да каже да су дани такмичења гусарских бродова готови.

## Стазе
Типична стаза Формуле 1 састоји се од равног дела тзв. стартно циљне равнине, боксева где се возачи заустављају током трке на надоливање горива и где екипе подешавају болиде пре трке а који се налазе покрај стартно циљне равнине и низа завоја. На већини стаза вози се у смеру казаљки на сату. Вожња у смеру супротном од казаљке на сату увелико оптерећује возаче посебно због Г сила које делују у завојима на начин да их оптерећује на начин који није природан. Неки завоји такође су изазов за возаче као брзи О Руж на стази Спа Франкошампс и шикана пре њега, завој Тамбурело на стази Имола и Курва Гранде на стази у Монци.
Већина стаза је саграђена специјално за трке Формуле 1, иако постоји једна улична трка која се вози на стази Монако за време Велике награде Монака (пре су то биле и Велика награда Лас Вегаса и Детроита). Велика награда Монака одржава се у календару светског првенства захваљујући својој историји и гламуру који је прати иако не задовољава сигурносне услове који се захтијевају при трци i изградњи стазе.
Пројектовање нових стаза тражи високу софистицираност (нпр. стаза у Бахраину), а већину нових стаза пројектовао је Херман Тилке. У почецима светског првенства возачи који би излетали са стазе били су заустављани балама сена, травнатим замкама или гумама постављеним уз стазу које би апсорбовале њихов удар. Након погибије Сене и Разенбергера у Имоли године 1994, ФИА је направила радикалне промене на стазама и болидима. Болиди су успорени, а на стазе су додане широке зоне излетања да би се спречио удар болида са возачем у баријере, а ако и дође до удара, да баријере приме што мању енергију удара. Ова нова правила о брзини болида није добро примио део фанова јер се изгубио део атракције на трци.

## Трка и стратегија
Сваки викенд Велике награде почиње у петак са два слободна тренинга, а наставља се у суботу са још једним слободним тренингом. Након слободних тренинга настављају се квалификације за недељну трку. Квалификације се одржавају по систему елиминација. Има 3 рунде. У првој рунди излазе се свих 22 возача на стази, најбржих 16 у тој рунди пролазе у следећу. 1. рунда траје 18 минута. Друга рунда траје 15 минута, и најбржих 10 пролази даље. 3. рунда траје 12 минута. Најбржи у тој рунди осваја пол позицију у трци.
Трка почиње кругом за загревање, након којег се болиди поређају на стартне позиције које су освојили у квалификацијама. Ако возач из неког разлога не крене у круг за загрејавање креће у трку са задњег места.
Светлосни сигнали означе почетак трке и трка може почети. Трка је дуга нешто више од 300 km и ограничена је на два сата. За време трке возачи улазе у бокс један или више пута на замену гума ако угрожавају возачев наставак трке.
На крају трке возачи и екипе се бодују зависно од позиције коју су освојили на крају трке. ФИА је одредила да се бодује првих десет који су завршили трку и по систему 25-18-15-12-10-8-6-4-2-1 (први осваја 25 бодова, други 18 бодова итд.). Победник Првенства возача односно Првенства конструктора (екипа) је онај возач односно екипа која током сезоне освоји највише бодова.

## Возачи и конструктори
Формула 1 екипе изграђују шасију болида по стандарду али се допуштају ситне дораде на шасији у сврху повећања брзине. Пре су екипе у Формули сами изграђивани моторе, али данас то ради мањи број екипа. Екипе купују моторе од компанија (БМВ, Даимлер Крајслер, Рено, Тојота и Хонда) које су специјализоване за израду мотора болида Формуле 1, и на тај начин уштеђују велики новац у свом буџету. Већина произвођача мотора снабдевају моторима једну или евентуално две екипе првенствено ради великих трошкова у развоју новог мотора. Једини комерцијални произвођач мотора је Косворт.
Име екипа у правилу је име конструктора шасије ако не производи моторе за болиде тада у имену има и назив произвођача мотора. Пример: Екипа Ферари израђује и мотор и шасију својих болида, Екипа БМВ Вилијамс шасију израђује Вилијамс а мотор БМВ. 
У првој сезони 1950. је учествовало 18 екипа од којих су многе због великих трошкова брзо изашле из светског првенства. Екипа Ферари је једина екипа која се такмичи од 1950. па до данас. Иако екипе нерадо говоре о величини буџета он се по проценама креће од 75 до 500 милиона америчких долара.
Нова екипа која улази у Светско првенство Формуле 1 мора уплатити 25 милиона енглеских фунти ФИА-а, који се на крају сезоне распоређују осталим екипама. Нове екипе преферирају куповину неке већ постојећих екипа које су у формули 1 смањујући тако трошкове (нпр. Б. А. Р. купио је Турел а Мидланд Џордан).
Сваки болид има свој број. Прошлогодишњи победник светског првенства возача има број 1, а његов колега из екипе број 2. Бројеви осталих се додељују на основу освојене позиције екипе у прошлогодишњем Светском првенству конструктора. У случају да светски првак (возач) више није активан у Формули 1 његова екипа добија бројеве за своје возаче 0 и 2. Ово правило постоји јер се бројеви возача не додељују возачима него екипама. Број 13 се не користи за болиде, па тако седма екипа има болиде 14 и 15, осма 16 и 17 и тако даље.
Луис Хамилтон и Михаел Шумахер држе рекорд у највише освојених Светских првака возача (7), а екипа Ферари држи рекорд у Светском првенству конструктора (16). Јохен Ринт је једини којем је постхумно додељен наслов Светског првенства возача.

## Велика награда
Број Великих награда које се возе у једној сезони варирао је током година. На првом светском првенству Формуле 1 1950. било је само седам трка (Великих награда), 1980-их број се кретао око 16 или 17 трка да би у сезони 2005. било 19 трка.
Шест од седам трка из сезоне 1950. било је у Европи, а једина трка која се није возила у Европи била је Индијанаполис 500 која је касније замењена Великом наградом САД. Са годинама светско првенство Формуле 1 проширило и на остале континенте. Прва Јужно Америчка трка била је Велика награда Аргентине 1953, Африке Велика награда Марока 1958, Азије Велика награда Јапана 1976, а Аустралије Велика награда Аустралије 1985. Данас су трке распоређене по свим континентима света (Европа, Азија, Аустралија, Северна Америка, и Јужна Америка).
Традиционално свака држава која угошћује неку Велику награду даје јој име по имену своје државе (нпр. ако се трка одржава у Немачкој тада се та Велика награда назива Великом наградом Немачке), а ако се у некој држави одржавају две или више трка тада добијају различита имена.
Велике награде које су од почетка (или дуже време) у Светском првенству нису се одржавале на истој стази све године. На пример Велика награда Велике Британије возила се на стази Силверстон и Бренд Хеч. Једино је Велика награда Италије увек вожена на истој стази Монца, осим 1980. када је вожена на стази Имола на којој се данас вози Велика награда Сан Марина.
Велика награда Бахреина је прва трка која се одржава на Блиском истоку која се одржава на стази која је изграђена у пустињи, и уз нове трке (и стазе) у Кини и Турској даје нове шансе за експанзију овог спорта.